# Вибухова справа
Вибухова справа (рос. взрывное дело, англ. blasting, нім. Zündung) — галузь техніки, що охоплює комплекс процесів, пов'язаних з використанням енергії вибуху ВР.
До середини XX століття називалося також підривною справою, а фахівець з нього — підривником.

## Історія застосування вибухових речовин в гірничій справі
Використання вибухових речовин при видобутку корисних копалин сягає 1627 року, коли порох вперше був використаний замість механічних інструментів в угорському (тепер словацькому) місті Банська Штявниця. Інновація швидко поширилася по всій Європі та Америці.
Стандартним способом проведення вибухових робіт стало просвердлювання отворів на значну глибину і  закладення заряду пороху у створений отвір, а потім заливання решти отвору глиною чи іншою м'якою мінеральною речовиною, добре протравленою, щоб зробити при висиханні максимально щільний шар. Дріт, закладений в отвір під час цього процесу, потім видаляли і замінювали доріжкою з пороху. Цей порох підпалювали ґнотом з паперу, змазаного мастилом, при цьому довжина ґноту вибиралася настільки довгою, щоб дозволити людині, яка здійснює підрив, дістатися до місця укриття.
Невизначеність  методу призвела до багатьох нещасних випадків і змусила розробляти різні заходи для підвищення безпеки для тих, хто бере участь в подібних роботах. Поступово залізний дріт, за допомогою якого формувався прохід для пороху, комбінувався із мідним. Розроблено було пороховий запобіжник,  що вставлявся у водонепроникний шнур, який горить із постійною та рівномірною швидкістю. Такий запал, у свою чергу, було замінено на довгий шматок дроту, що використовувався  для подачі електричного заряду, що запалював вибухову речовину. Першим, хто використовував цей метод для підводної вибухової роботи, був Чарльз Паслі   у 1839 році, щоб локалізувати аварію британського військового корабля HMS Royal George, що становила небезпеку для судноплавства на Spithead.
Значне використання вибухових робіт для видалення породи відбулося в 1843 році, коли британський інженер-будівельник Вільям Кубітт використовував 18000 фунтів пороху для видалення 400-футової високогірної скелі поблизу Дувра в рамках будівництва Південно-Східної залізниці . Близько 400 тисяч кубічних метрів крейди було зміщено у цій операції, що, за підрахунками, зекономило для  компанії  шість місяців трудомістких робіт і 7000 фунтів стерлінгів коштів.
Вибухові роботи в доіндустріальний період використовували порох (наприклад, у тунелі Blue Ridge у Сполучених Штатах, побудованому в 1850-х роках), оскільки не було  потужніших (і безпечніших) вибухових речовин, таких як динаміт (запатентований у 1867 р.). Пізніше також були розроблені електричні дрилі, що дозвилило більш ефективно реалізували потенціал подібних робіт, зробити їх прогнозованішими, а, отже, безпечнішими.

## Використання вибухових речовин при розробці гірських порід

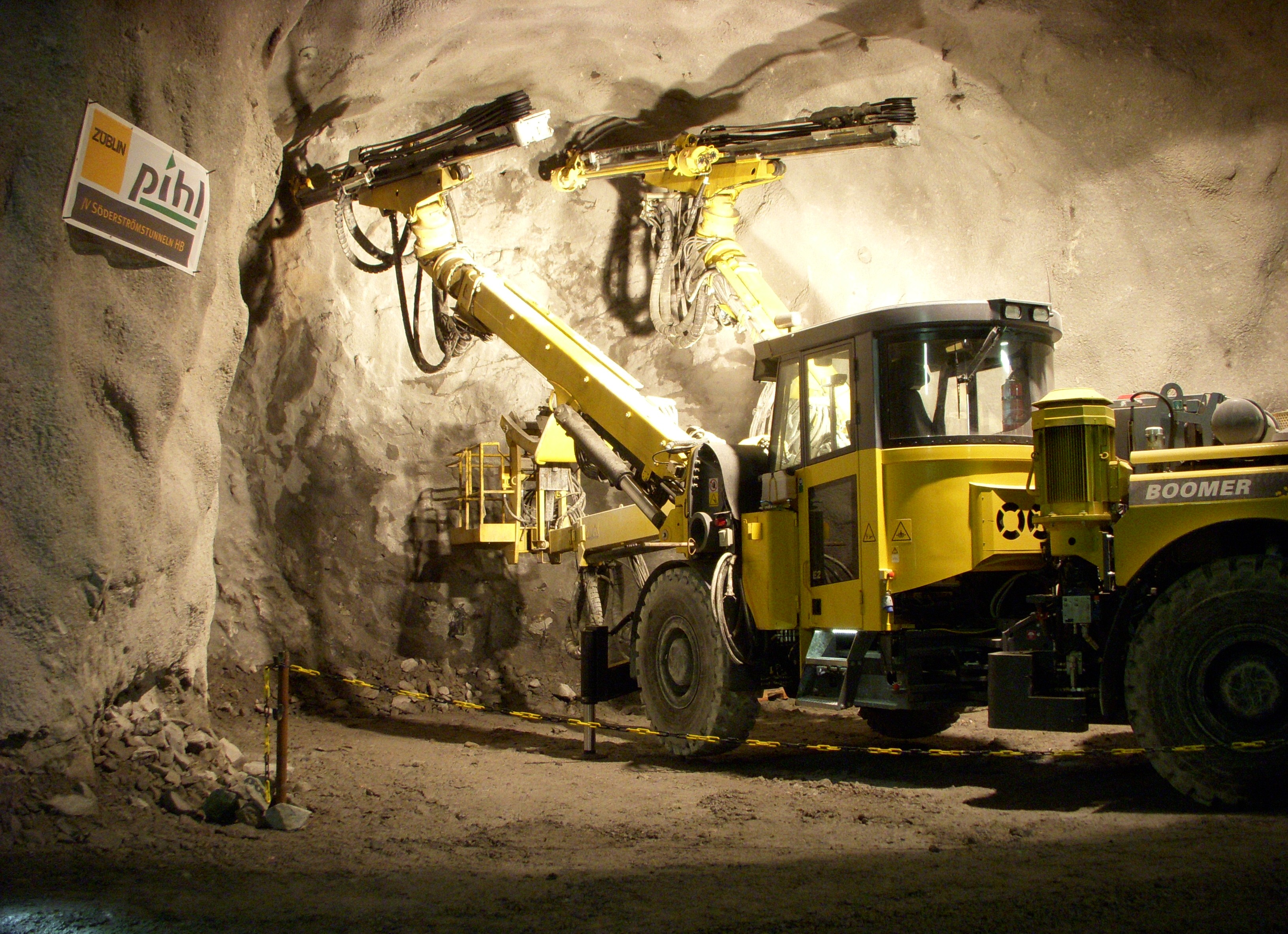
Машина для свердління отворів при підготовці вибухів

Буріння та вибухові роботи виконуються наступним чином
- У породі просвердлюють ряд отворів, які заповнюють вибуховими речовинами.
- Детонування вибухової речовини призводить до руйнування породи.
- Щебінь видаляється, нова тунельна поверхня посилюється.
- Ці кроки повторюються, поки не буде завершена необхідна розробка.

Позиції і глибини отворів   визначаються ретельно розробленою схемою, яка разом з відпрацьованою за часом послідовністю індивідуальних вибухів гарантує, що тунель матиме приблизно круговий перетин.